# 六甲山地
六甲山地（ろっこうさんち）は、兵庫県南東部に位置する山地。六甲山系と丹生山系からなり、瀬戸内海国立公園の区域に指定されている。六甲連山とも。
六甲山系、六甲最高峰は六甲山を参照のこと。

## 主な山
- 六甲山系
最高峰
  - 六甲山（931.25m） - 六甲山最高峰
  - 蛇谷北山（840m）
  - 東お多福山（697m）
  - 西お多福山（878m）
  - 荒神山（314.4m）
  - 油コブシ（625.5m）
  - 水晶山（710m）

五助橋断層南側
  - 観音山（526m）
  - ごろごろ岳（565.3m）
  - 荒地山（549m） - 芦屋ロックガーデン
  - 鷹尾山（272m）
  - 金鳥山（338m）
  - 七兵衛山（462m）
  - 打越山（480m）

摩耶
  - 石楠花山（652.0m）
  - 摩耶山（702m） - 展望台 掬星台
  - 新穂高（648m）
  - 長峰山（687.8m） - 頂上に天狗塚がある

兵庫
  - 高雄山（476.0m）
  - 堂徳山（337.5m）・（市章山 275m）- 南麓に「神戸市章の電飾」がある
  - 再度山（470m）
  - 世継山（417m）
  - 錨山（碇山）- 南麓に神戸市のシンボル「錨の電飾」が設置されている
  - 鍋蓋山（486.1m）
  - 菊水山（458.8m）
  - 高尾山（403.2m）

有馬
  - 湯槽谷山（801m） - 有馬三山。山名は有馬温泉の湯槽を作るための用材を杣取した山であることに由来
  - 灰形山（633m） - 有馬三山
  - 落葉山（619m） - 有馬三山
  - 射場山
  - 逢ヶ山（722.1m）

須磨
  - 高取山（328m）
  - 横尾山（312m） - 須磨アルプス
  - 栂尾山（274m）
  - 鉄拐山（234m）
  - 旗振山（252.56m）
  - 鉢伏山

宝塚・西宮
  - 岩原山（573m）
  - 岩倉山（488.4m）- 蓬萊峡
  - 甲山（309m）

- 丹生山系
  - シビレ山（465m）
  - 丹生山（514m）
  - 帝釈山（585.9m）
  - 稚児ヶ墓山（596m）
  - 金剛童子山（565m）
  - 花折山（573.8m）
  - 東の峰（516m）
  - ナダレ尾山（527.4m）
  - キスラシ山（443m）

（注）上記以外にも山は多くある。

### 六甲山地の色別標高図
※注意： 主な山（▲）および主な登山口の駅（●）を示している。表示環境により位置がズレることがある

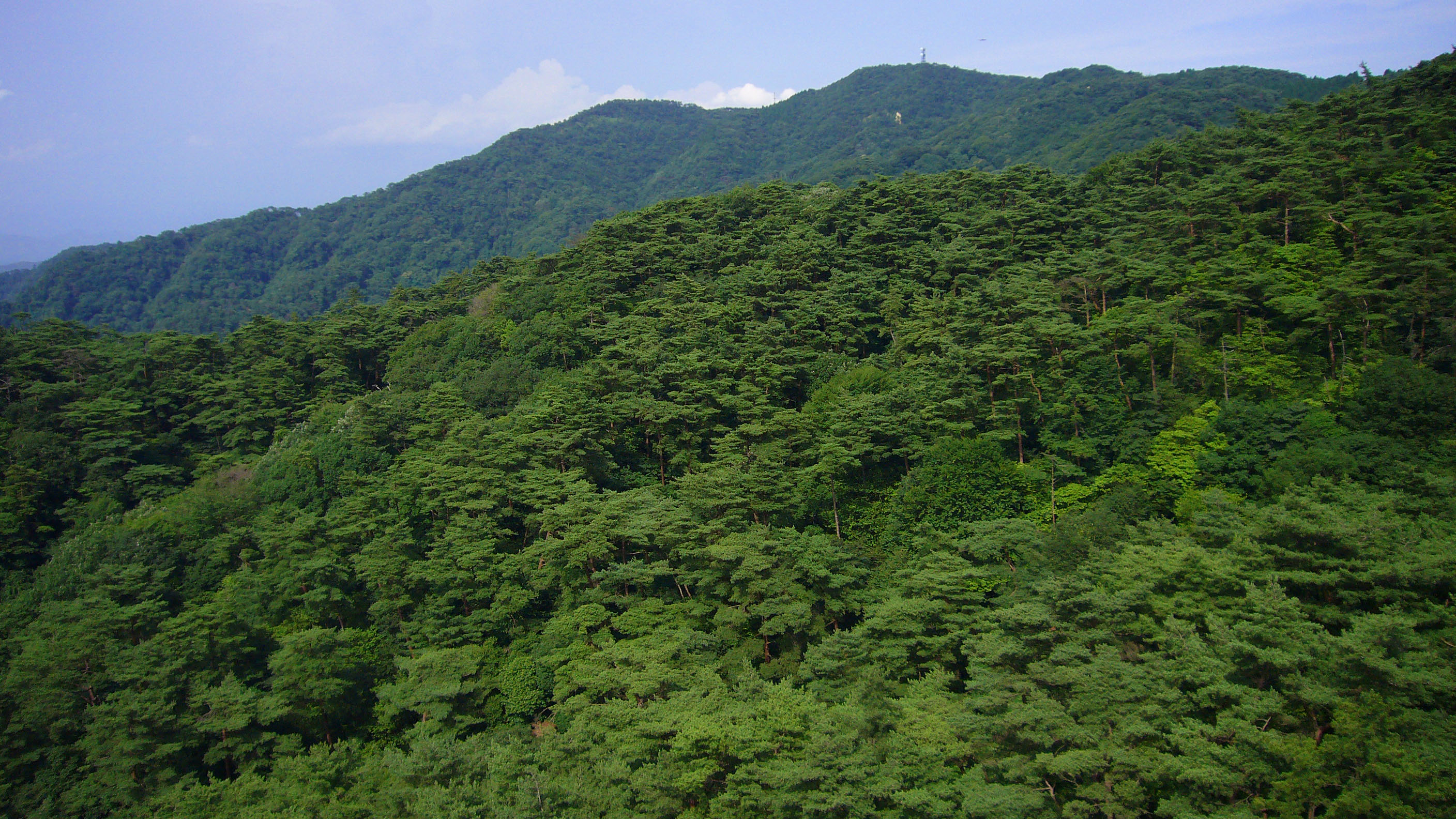
六甲山（百間滝谷越しに望む）
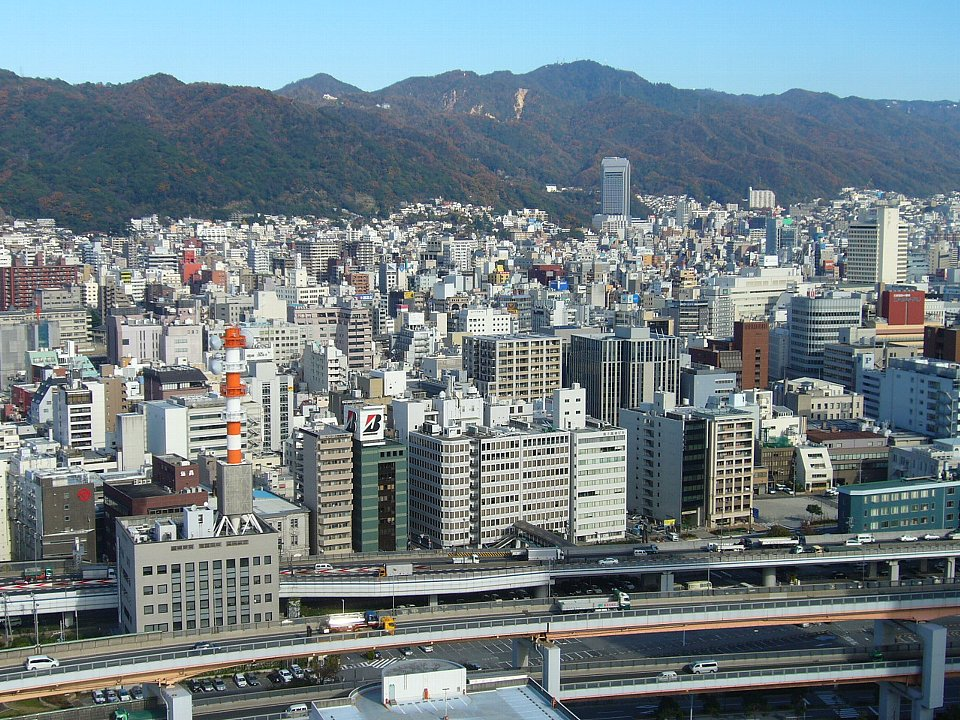
摩耶山（市街地から望む）
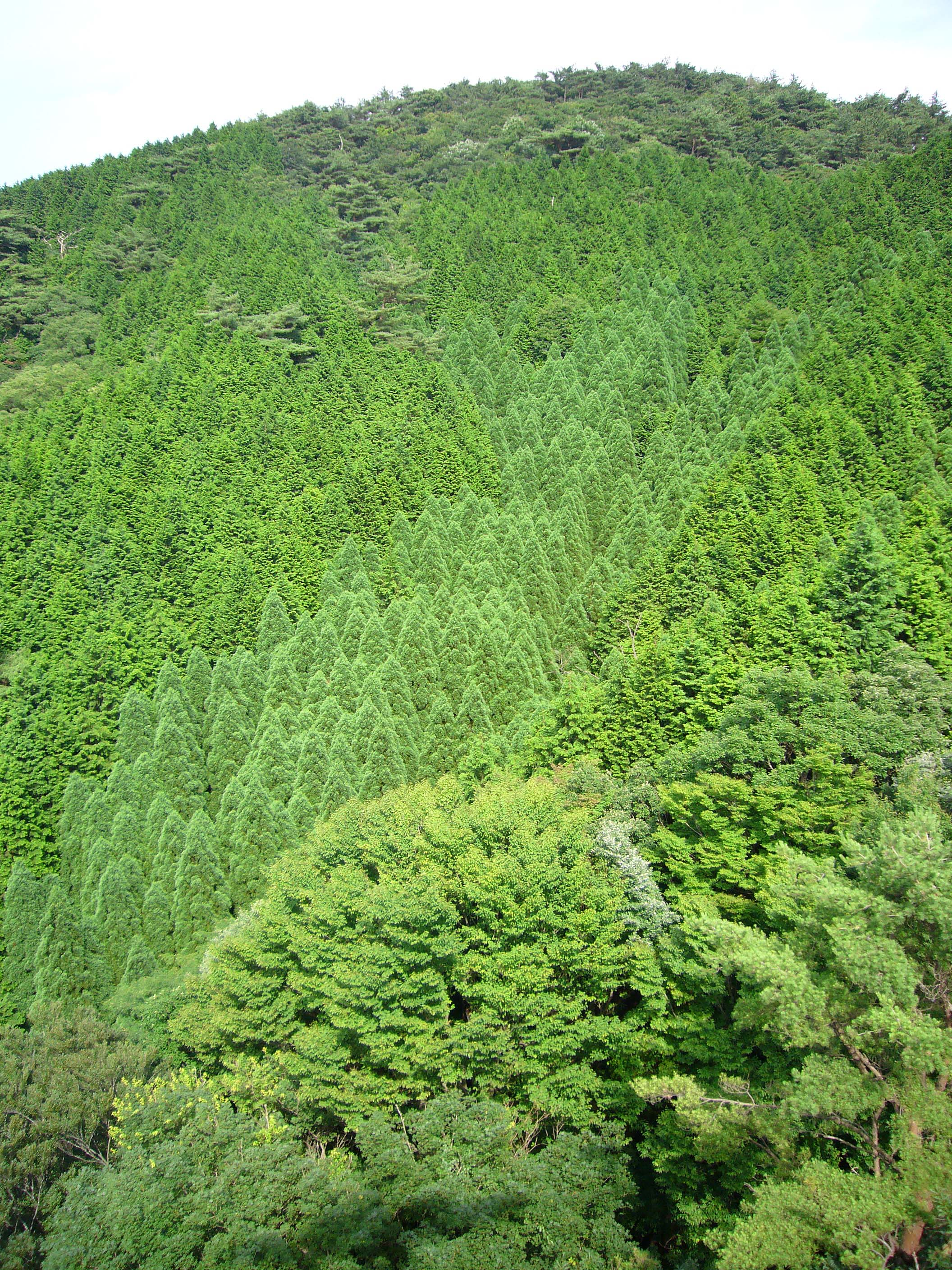
西お多福山
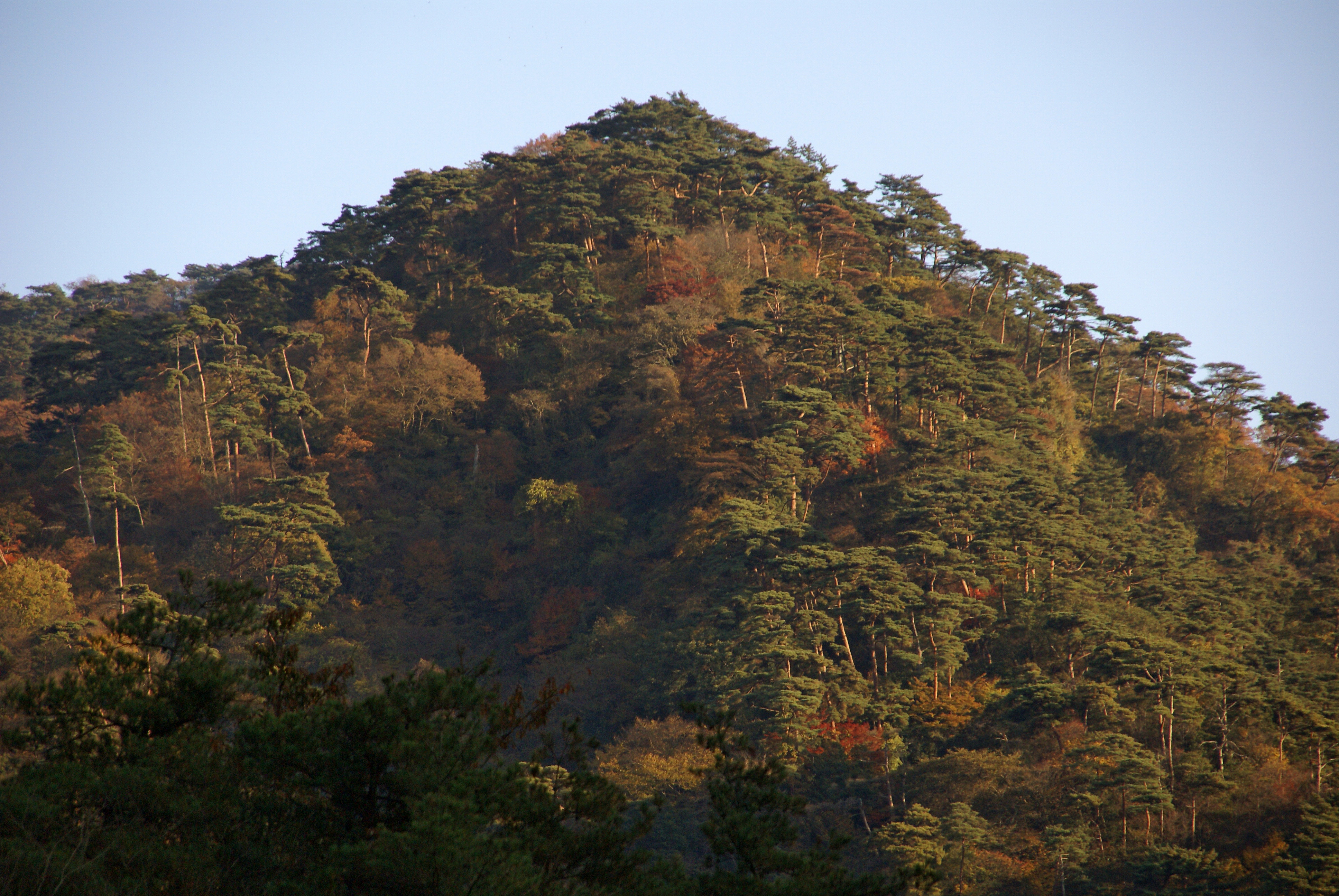
湯槽谷山
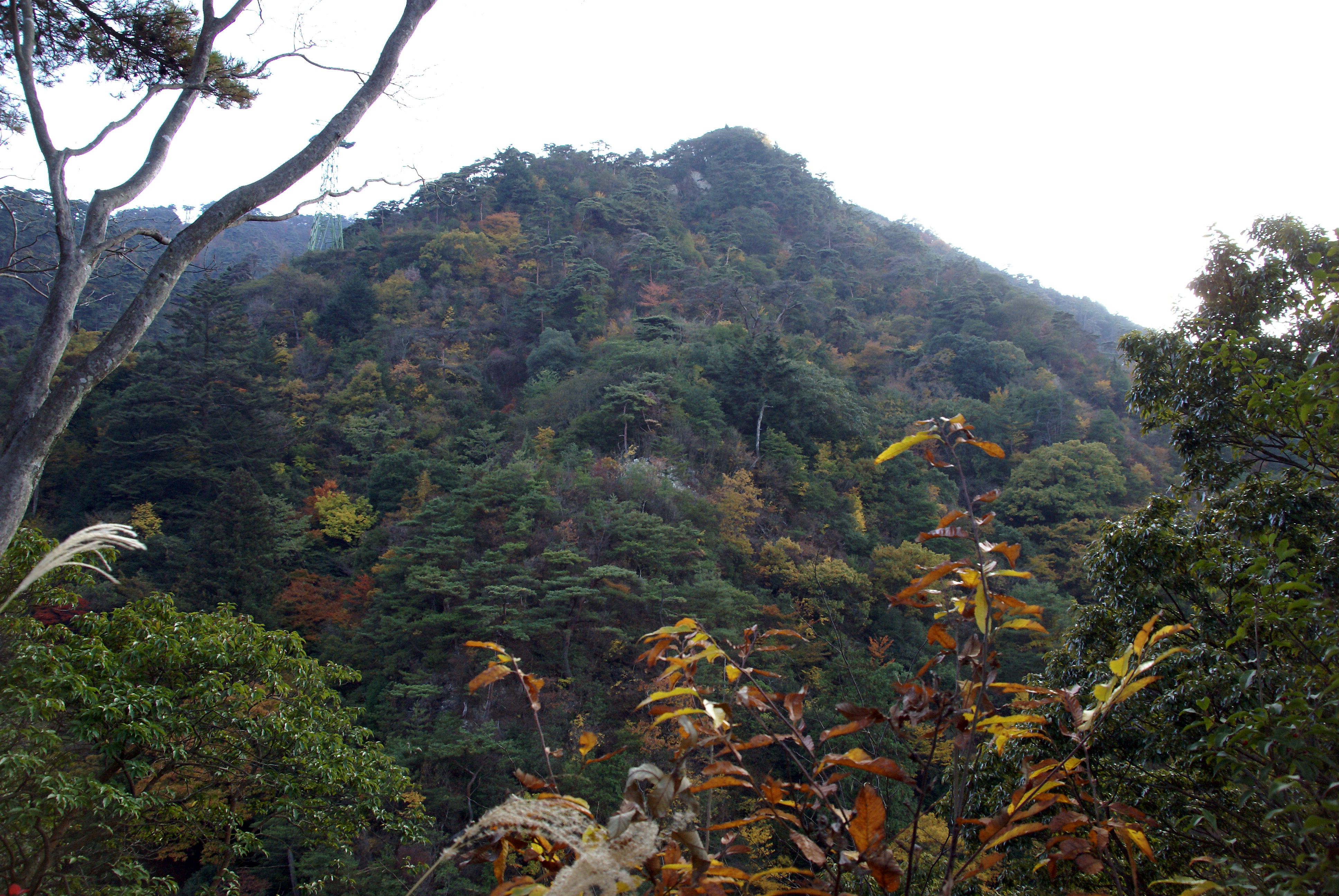
灰形山
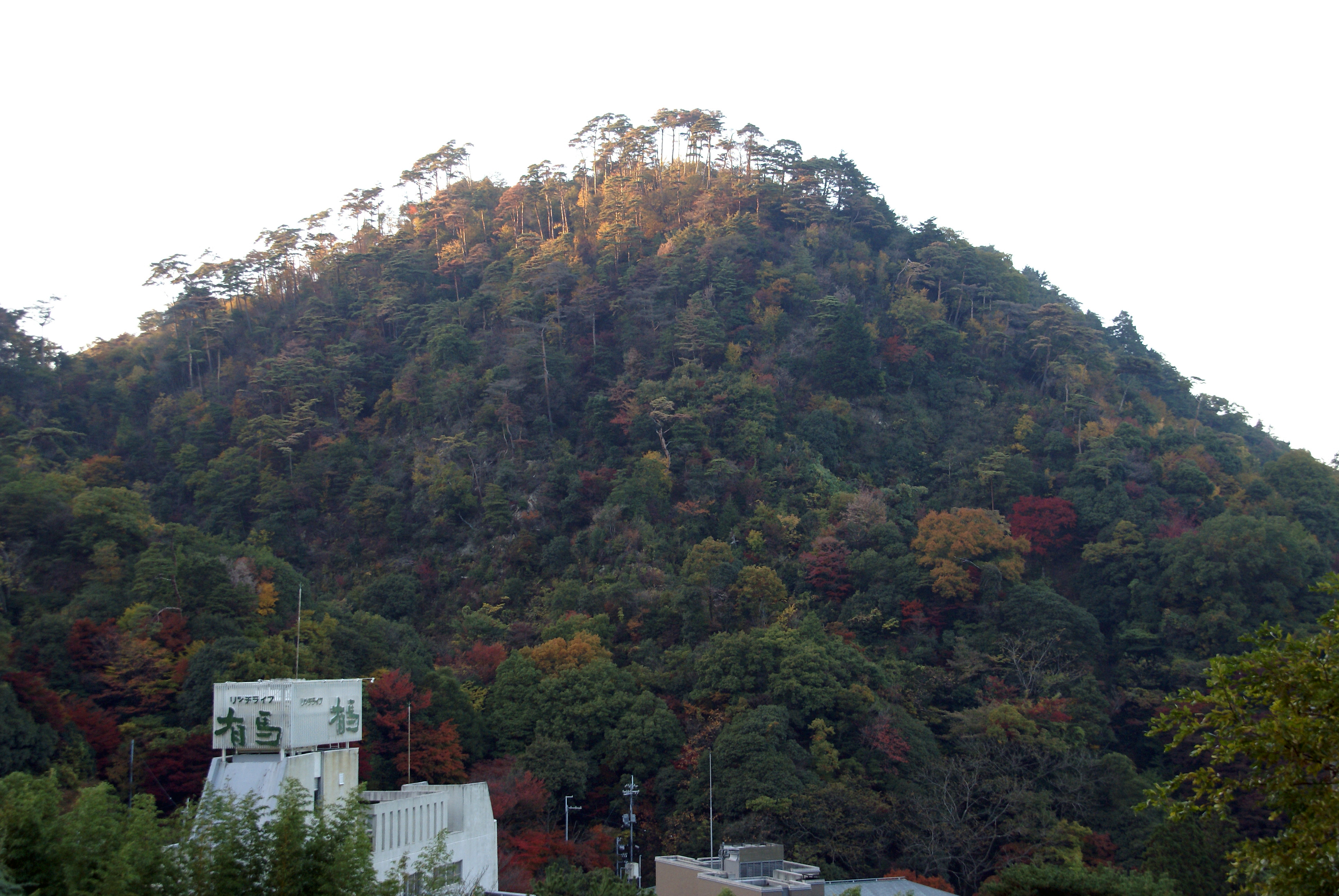
落葉山
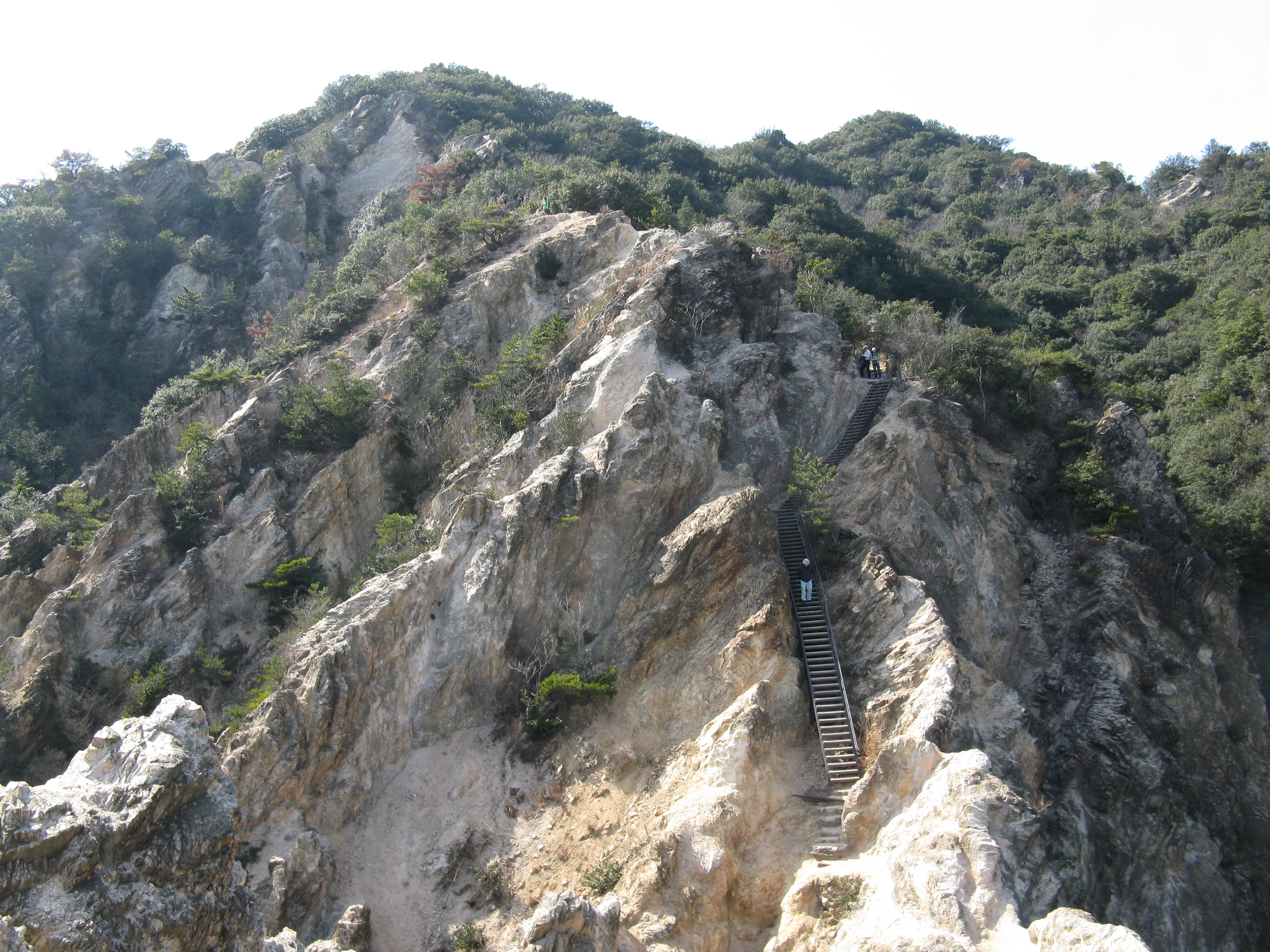
須磨アルプス

## 主な湖沼

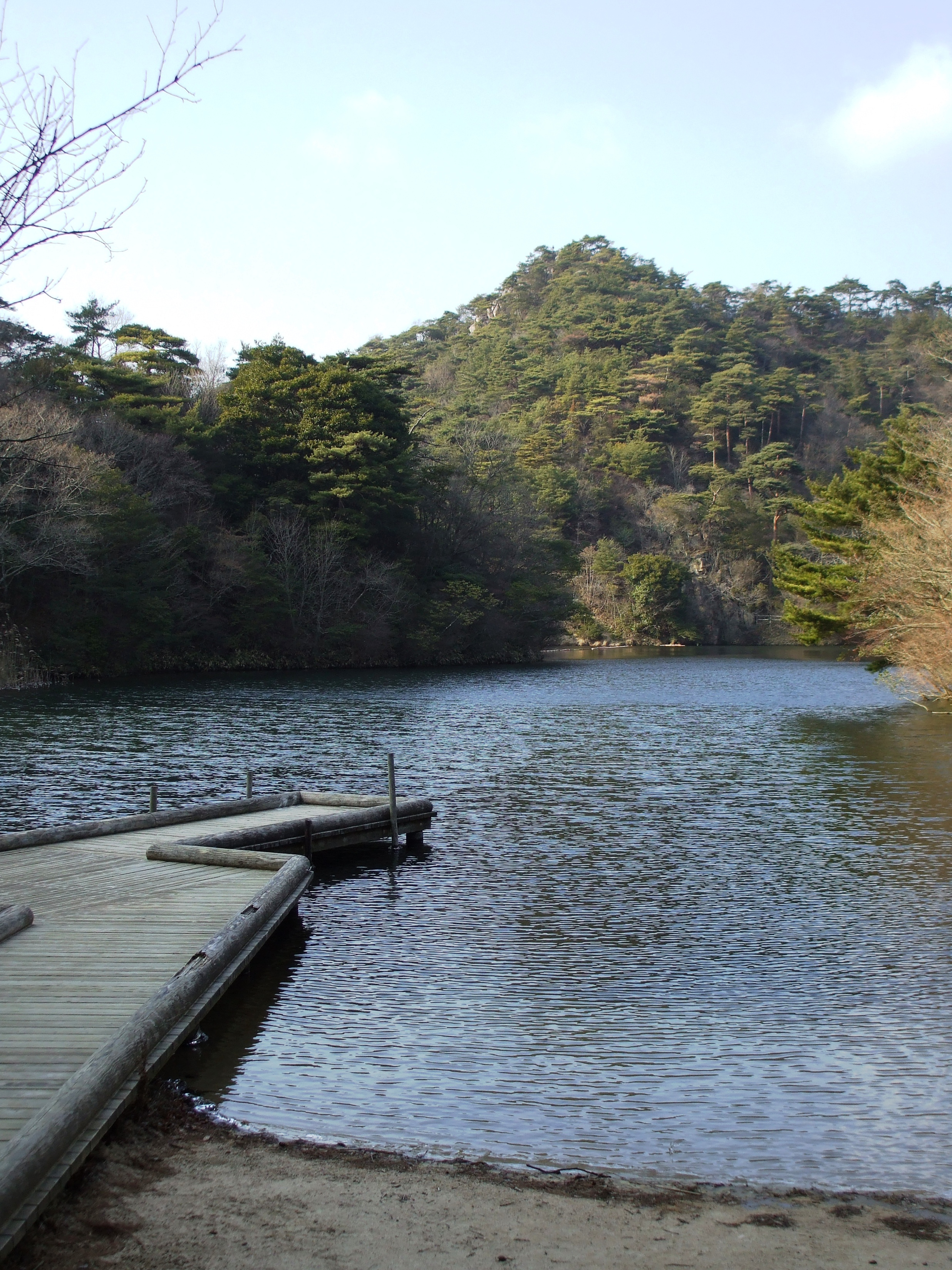
穂高湖
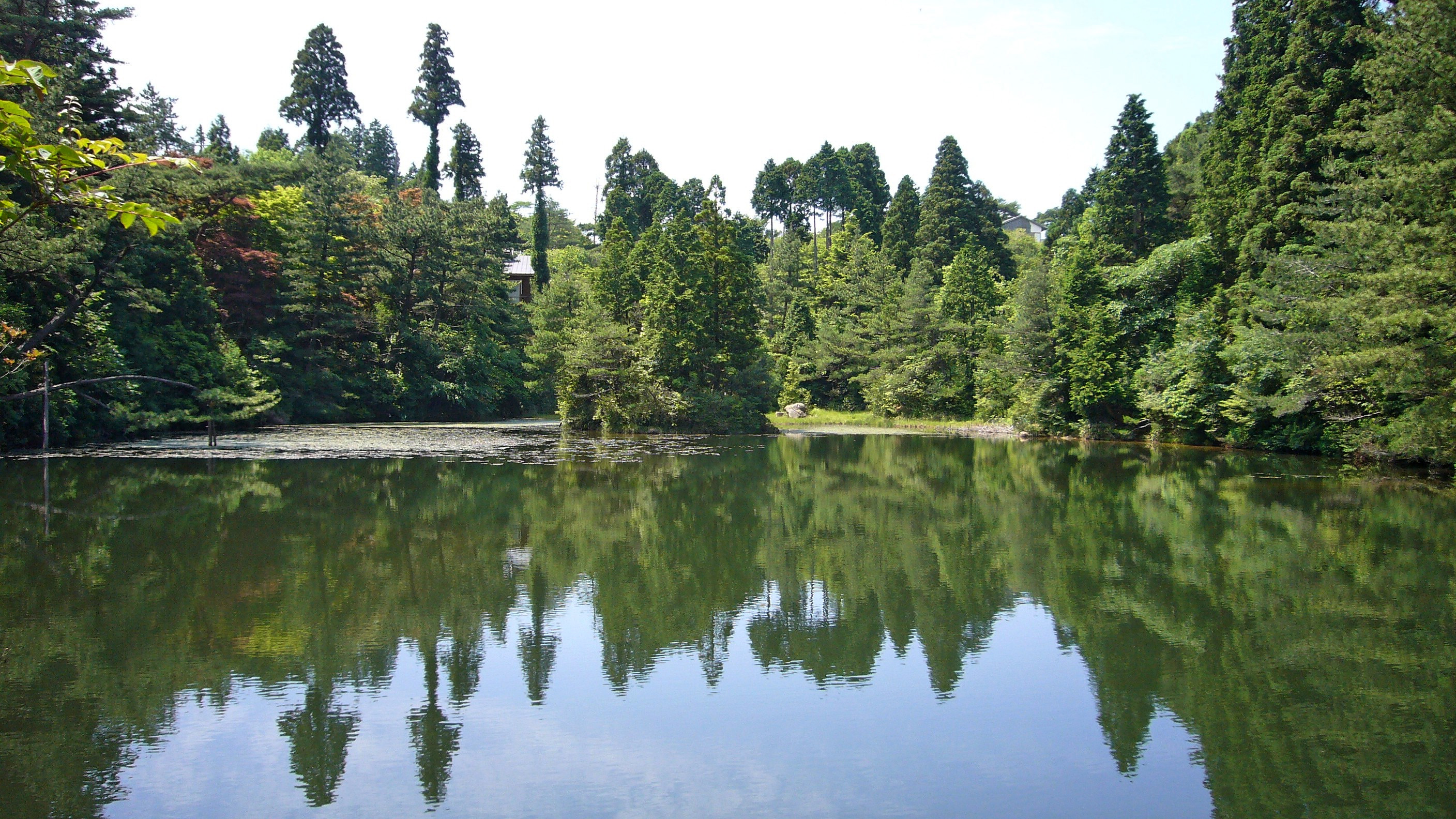
三国池
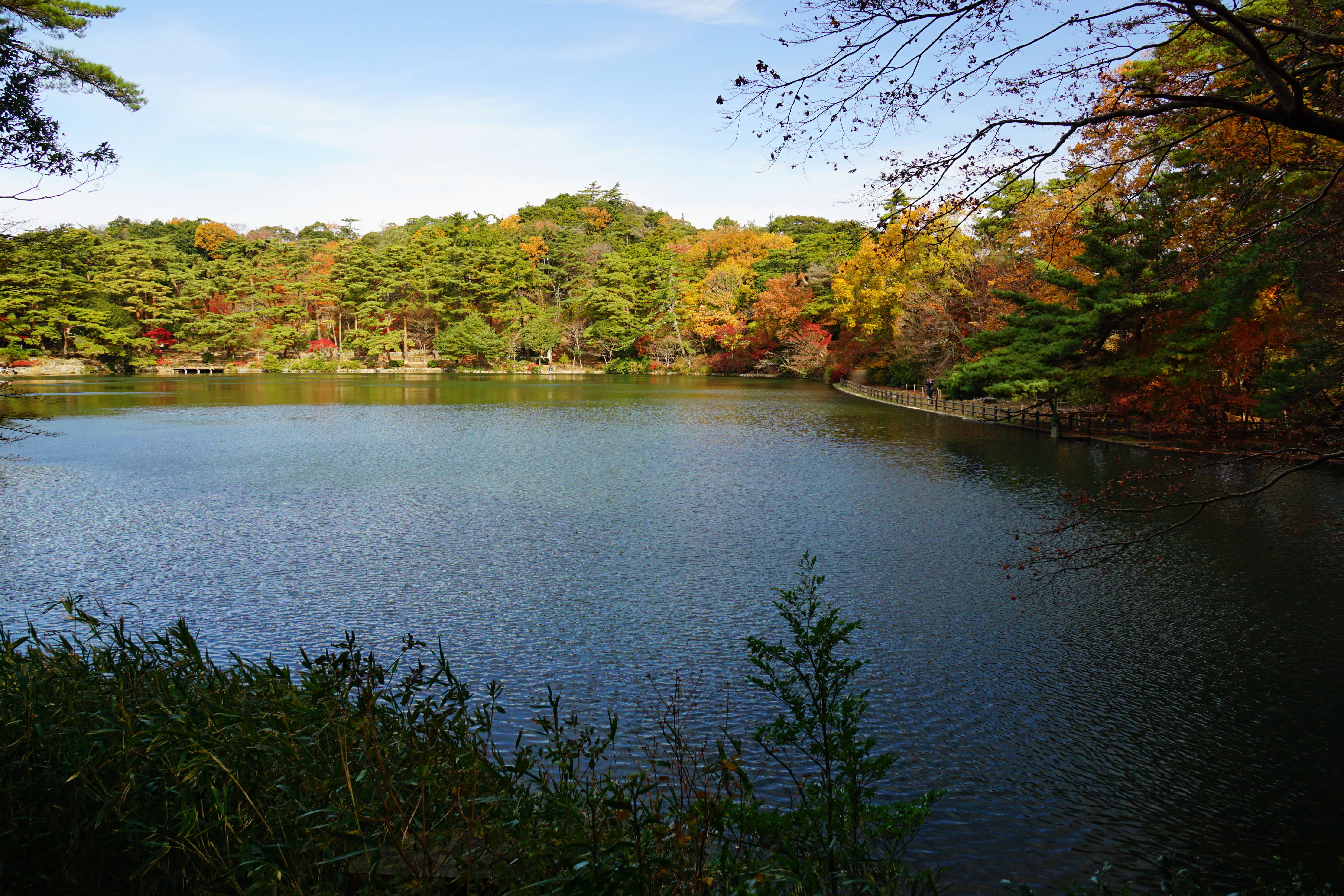
修法ヶ原池
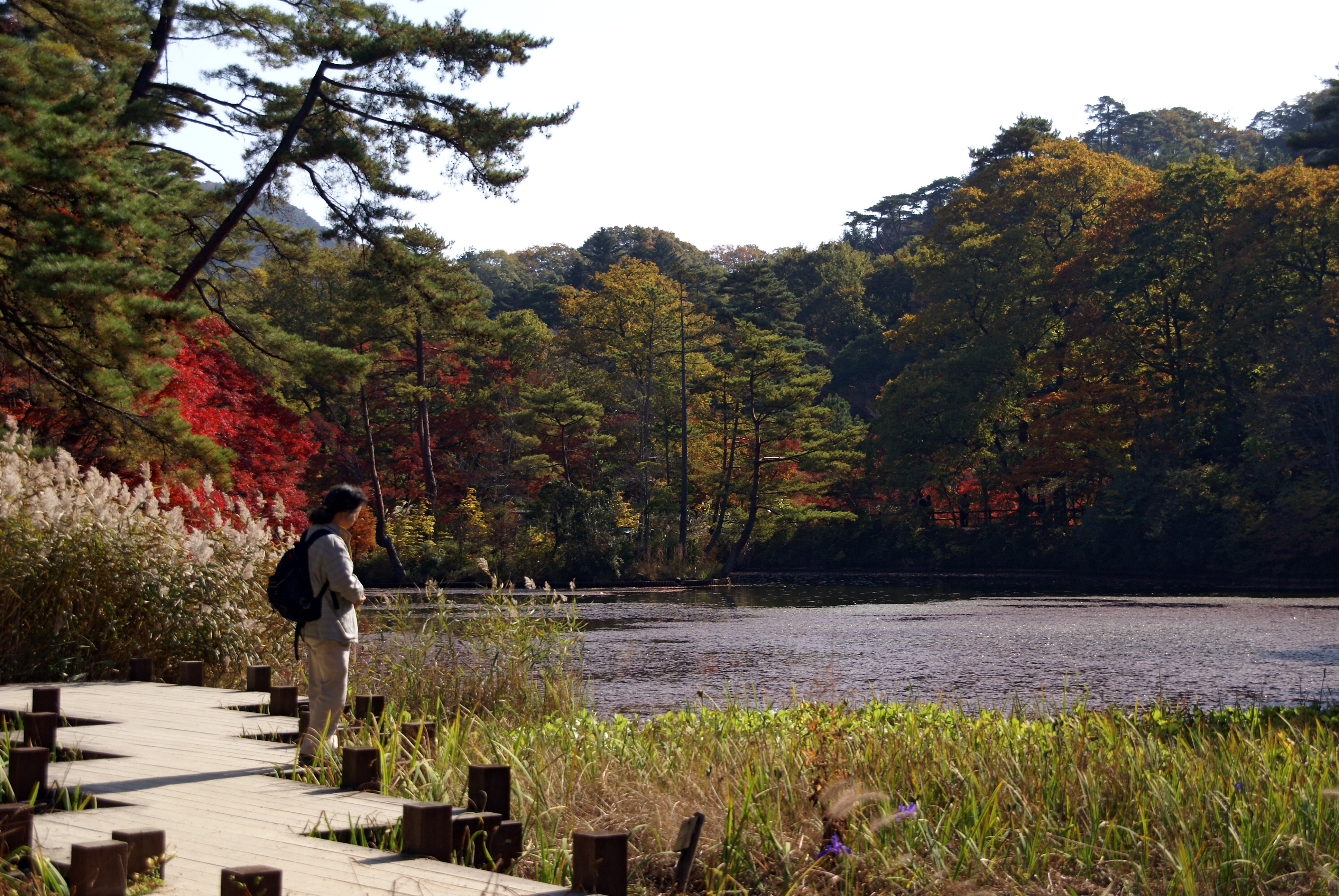
長谷池
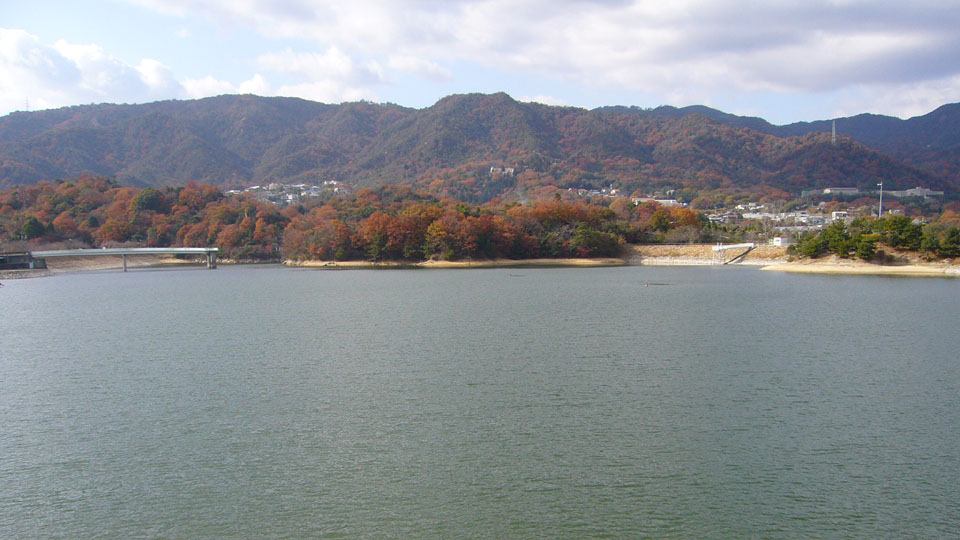
北山貯水池
- 奥池

- 穂高湖
- 三国池
- 修法ヶ原池
- 長谷池
- 北山貯水池

## 主な滝
宝塚・西宮

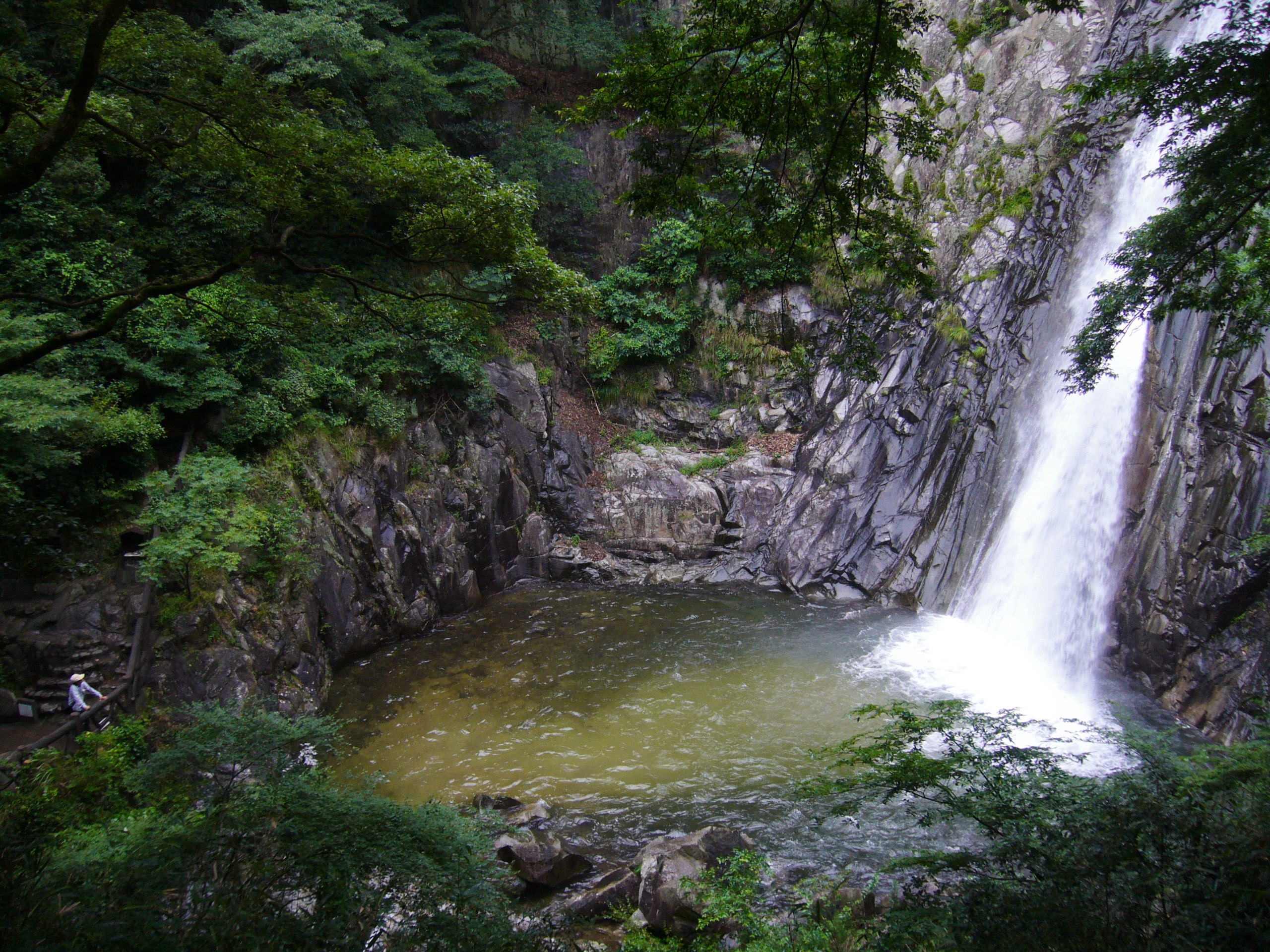
布引の滝 雄滝
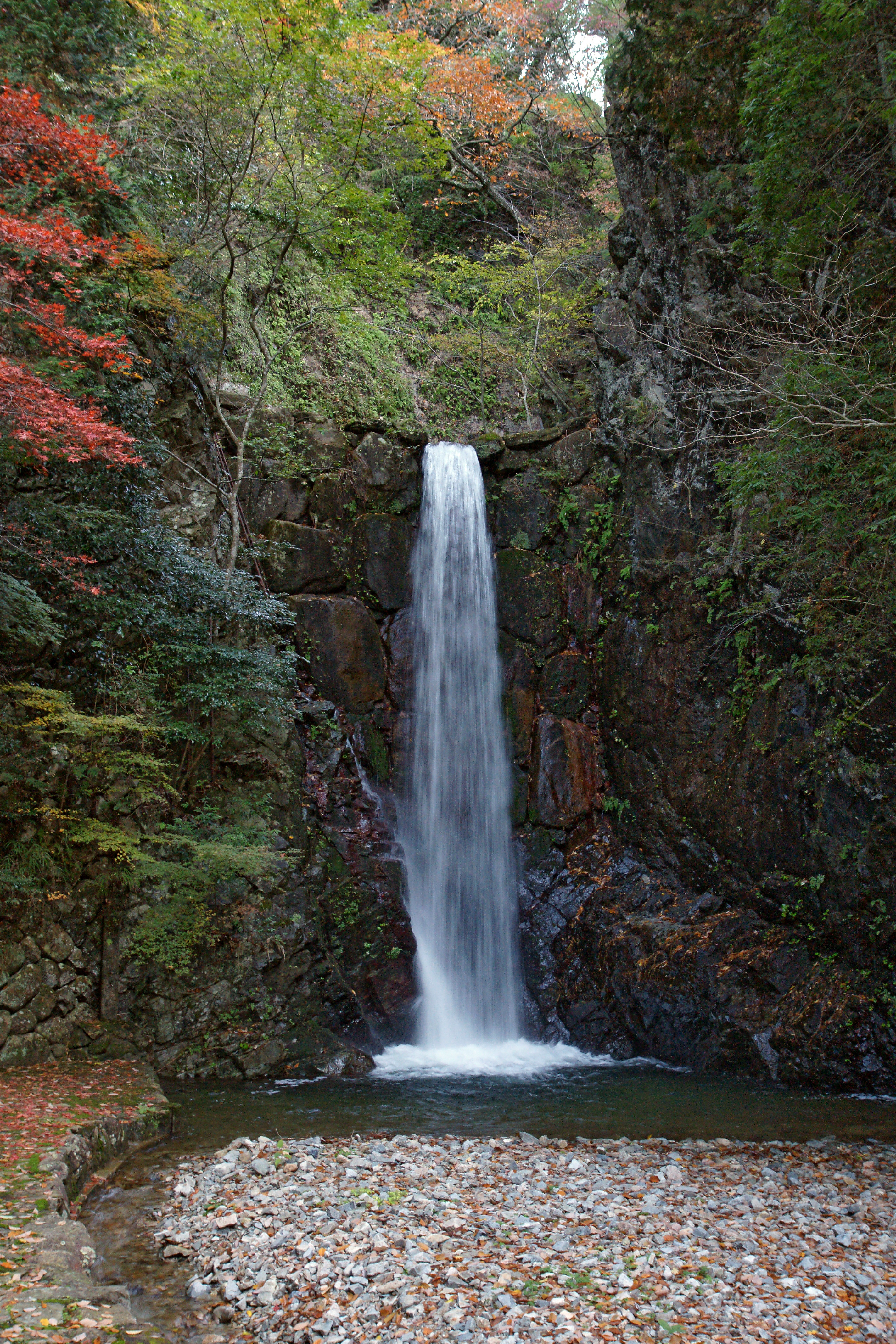
鼓ヶ滝
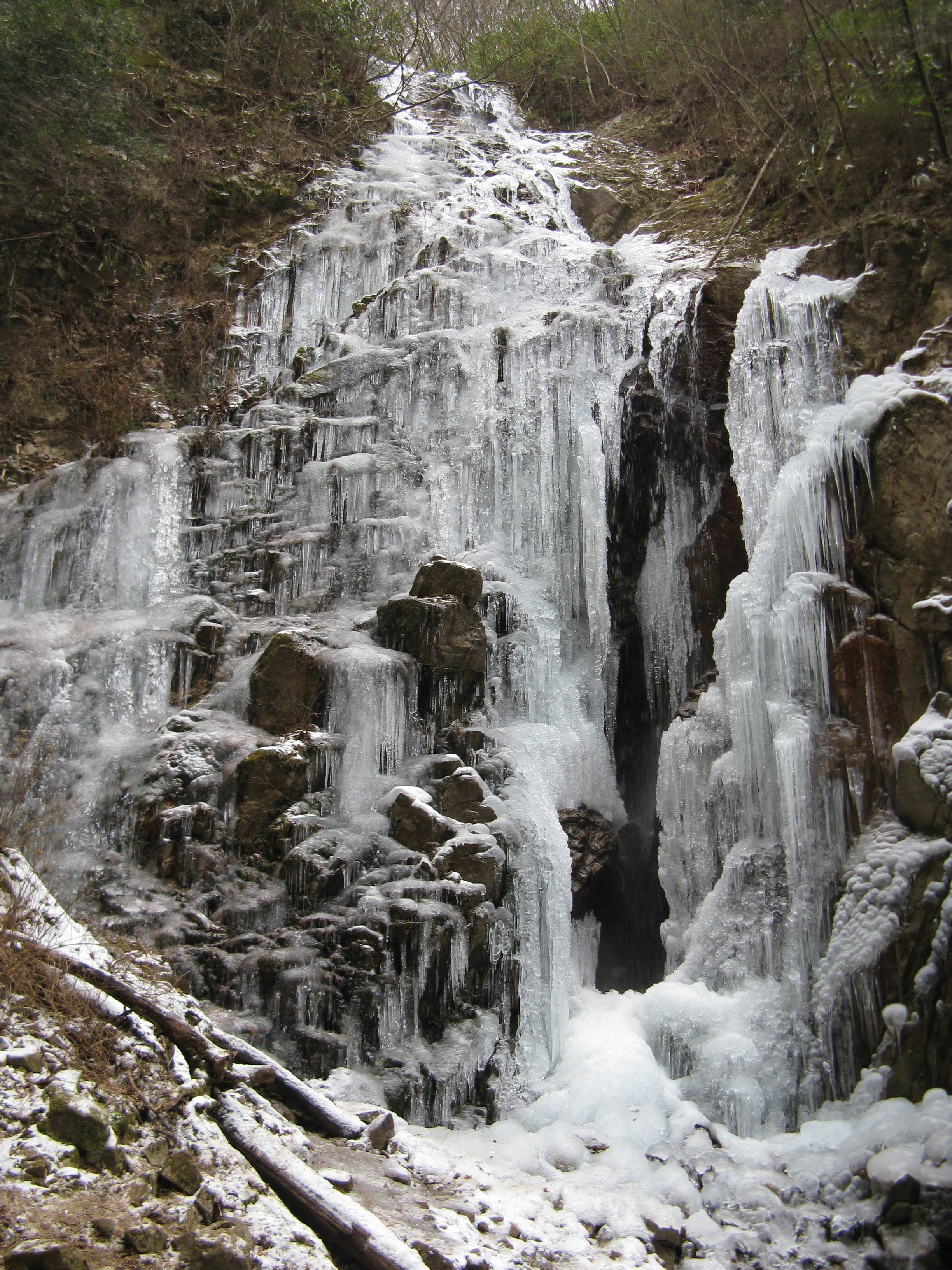
七曲滝
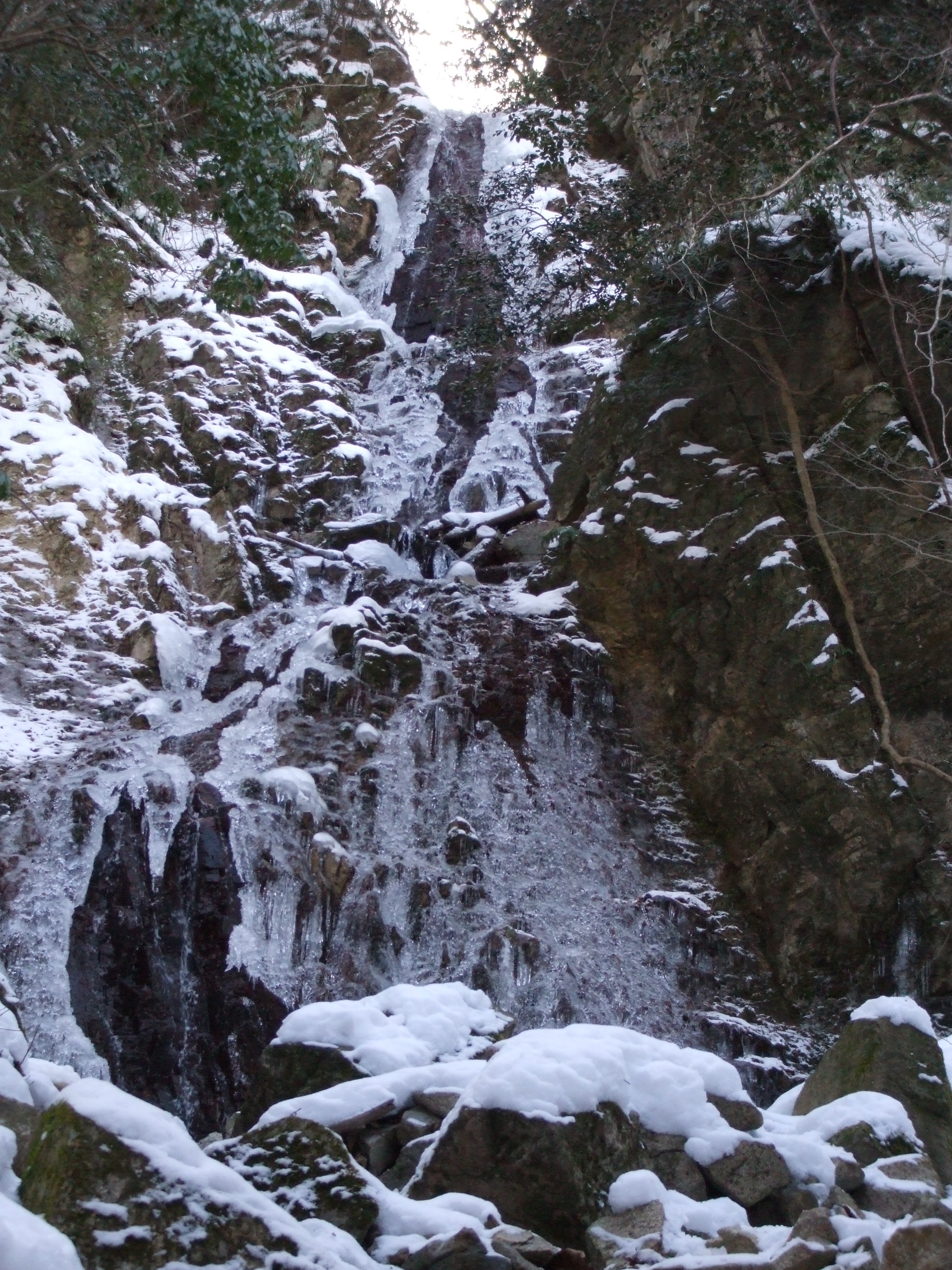
似位滝
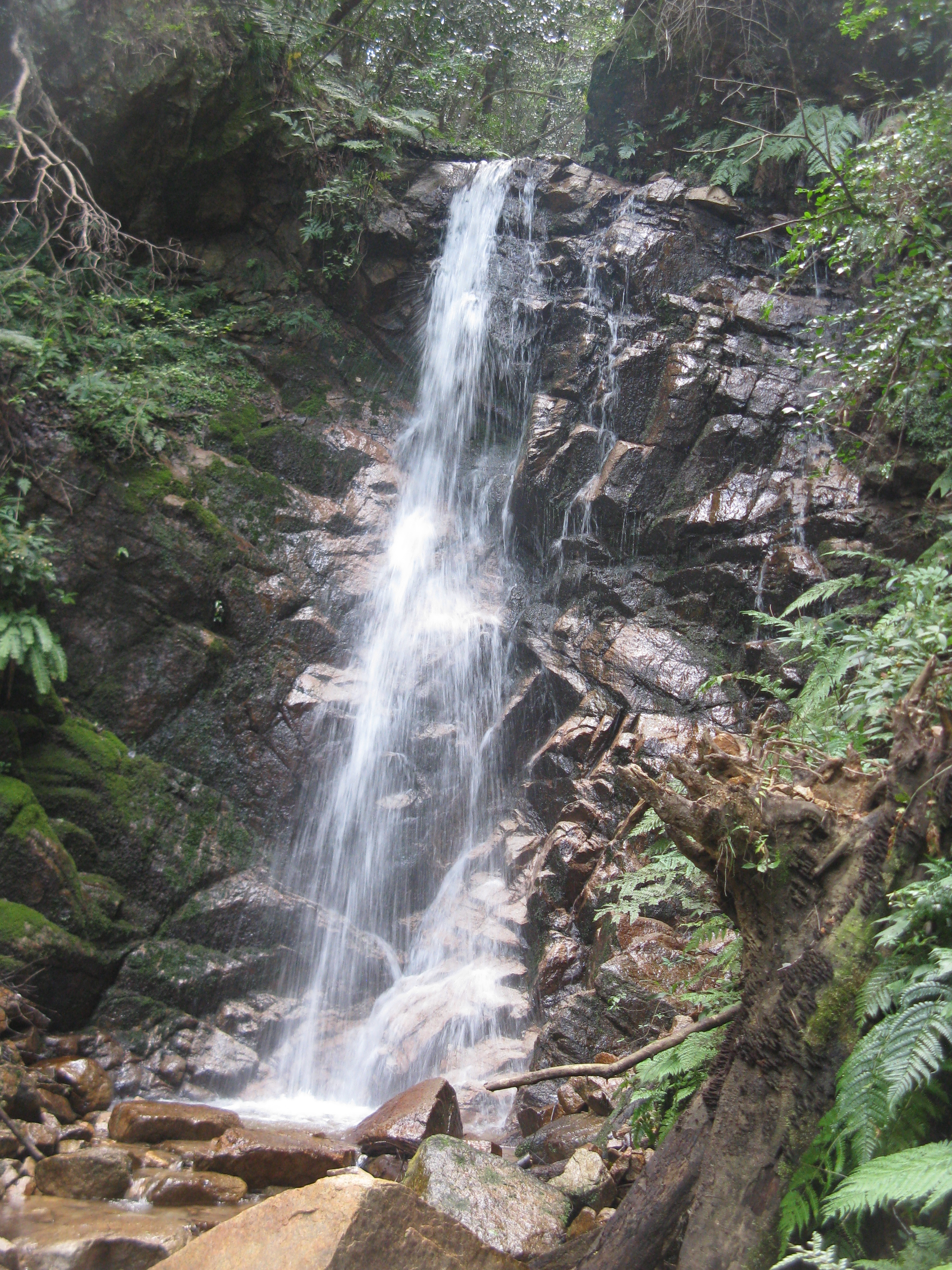
赤子大滝
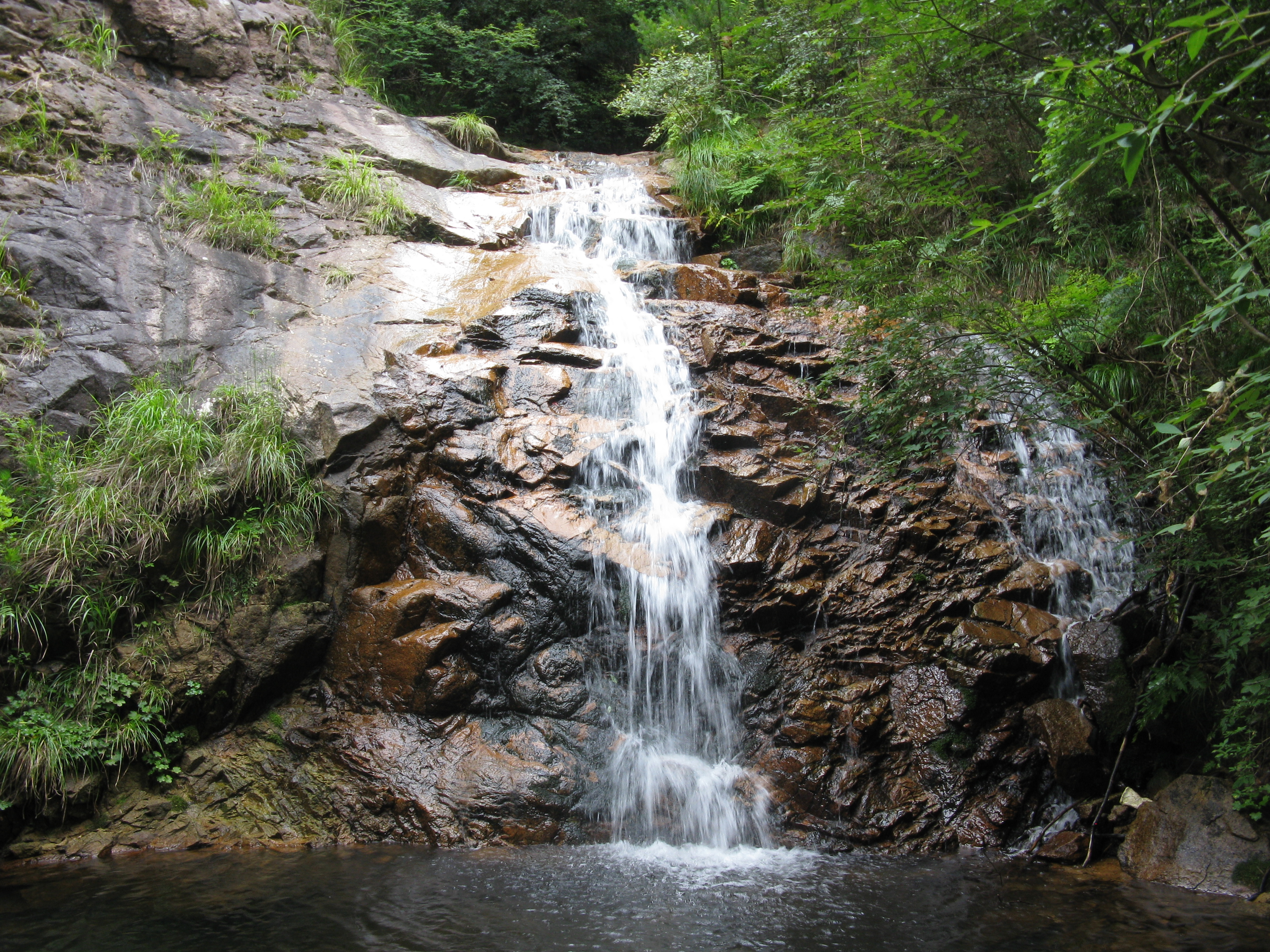
丁字ヶ滝

最高峰
- 川上ノ滝
- 大月地獄大滝
- 五助滝

五助橋断層南側
- 高座の滝
- 奥高座滝

摩耶
- 寒谷滝
- 不動の滝
- 布引の滝
  - 雄滝
  - 夫婦滝
  - 鼓滝
  - 雌滝

有馬
- 鼓ヶ滝
- 有馬四十八滝
  - 七曲滝
  - 百間滝
  - 似位滝
  - 白石滝
  - 蜘蛛滝
  - 蟇滝
  - ナメ滝

丹生山系
- 不動滝

- 布引の滝 雄滝
- 鼓ヶ滝
- 七曲滝
- 似位滝
- 赤子大滝
- 地獄大滝